# Röthenbach (Allgäu)
Röthenbach (Allgäu) – miejscowość i gmina w południowych Niemczech, w kraju związkowym Bawaria, w rejencji Szwabia, w regionie Allgäu, w powiecie Lindau (Bodensee), siedziba wspólnoty administracyjnej Argental. Leży w Allgäu, około 25 km na północny wschód od Lindau (Bodensee).

## Polityka
Wójtem gminy jest Engelbert Schädler (Freie Wähler), wszyscy radni należą do Freie Wähler. 
|      | Freie Wähler | Razem |
| 2008 | 12           | 12    |